# Dubbelkelkwinde
Dubbelkelkwinde (Calystegia) is een geslachtsnaam die erop wijst dat er een 'dubbele kelk' is. De kelk wordt namelijk omgeven door steelbladen. In de 23e druk van Heukels' Flora is dit geslacht gecombineerd met het geslacht winde (Convolvulus). De soorten komen voor wereldwijd voor in streken met een gematigd en subtropisch klimaat.
In de 22e druk van de Heukels' Flora werden de volgende soorten genoemd:
- Haagwinde (Calystegia sepium)
- Gestreepte winde (Calystegia silvatica) – verwilderd, afkomstig uit het Middellandse Zeegebied.
- Zeewinde (Calystegia soldanella)

Verder zou in de Benelux te vinden zijn:
- Calystegia pulchra – een vermoedelijk verwilderde tuinplant

Determinatietabel van deze soorten:
| Soort              | Stengel                                  | Bladvorm              | Bloemkroon                               | Steelblaadje                                       |
| ------------------ | ---------------------------------------- | --------------------- | ---------------------------------------- | -------------------------------------------------- |
| Zeewinde           | Liggend, niet of weinig windend          | niervormig            | roze of bleek purper met 5 witte strepen | eirond of elliptisch                               |
| Haagwinde          | Windend                                  | eirond tot driehoekig | wit, soms roze                           | vlak, eirond tot hartvormig, elkaar niet bedekkend |
| Gestreepte winde   | Windend                                  | eirond tot driehoekig | wit, soms roze                           | breed eirond, elkaar bedekkend                     |
| Calystegia pulchra | Windend of liggend. stengel deels behard | driehoekig langwerpig | roze met witte streep                    | driehoekig langwerpig, deels behaard               |

## Soorten
- Calystegia affinis Endl.
- Calystegia atriplicifolia Hallier f.
- Calystegia binghamiae (Greene) Brummitt
- Calystegia brummittii P.P.A.Ferreira & Sim.-Bianch.
- Calystegia catesbeiana Pursh
- Calystegia collina (Greene) Brummitt
- Calystegia felix Provance & A.C.Sanders
- Calystegia hederacea Wall.
- Calystegia longipes (S.Watson) Brummitt
- Calystegia macounii (Greene) Brummitt
- Calystegia macrostegia (Greene) Brummitt
- Calystegia malacophylla (Greene) Munz
- Calystegia marginata R.Br.
- Calystegia occidentalis (A.Gray) Brummitt
- Calystegia peirsonii (Abrams) Brummitt
- Calystegia pellita (Ledeb.) G.Don
- Calystegia pubescens Lindl.
- Calystegia purpurata (Greene) Brummitt
- Calystegia sepium (L.) R.Br. - Haagwinde
- Calystegia silvatica (Kit.) Griseb. - Gestreepte winde
- Calystegia soldanella (L.) R.Br. - Zeewinde
- Calystegia spithamaea (L.) Pursh
- Calystegia stebbinsii Brummitt
- Calystegia subacaulis Hook. & Arn.
- Calystegia tuguriorum (G.Forst.) R.Br. ex Hook.f.
- Calystegia vanzuukiae Brummitt & Namoff

## Hybriden
- Calystegia × howittiorum Brummitt
- Calystegia × krauseana Phil.
- Calystegia × lucana (Ten.) G.Don
- Calystegia × melnikovae Prob.
- Calystegia × pulchra Brummitt & Heywood
- Calystegia × scania Brummitt